# Jan Červinka (horolezec)
Jan Červinka (27. června 1930 Opava – 19. dubna 2025) byl český horolezec, patřil mezi přední československé lezce v 50. a 60. letech. Jeho častým spolulezcem byl Vlastimil Šmída.
Byl členem prvního Československého horolezeckého reprezentačního týmu v letech 1950–1961 a účastníkem několika státních a národních expedic. V roce 1961 získal titul mistr sportu a v roce 1965 čestný titul Zasloužilý mistr sportu. V roce 1973 založil ve Vrchlabí horolezecký oddíl, od roku 1989 byl předsedou vrchlabské Tělovýchovné jednoty SVS Krkonoše. V roce 2004 byl jmenován čestným členem Českého horolezeckého svazu.
Spolu s Vlastimilem Šmídou se v Rudém právu ze dne 24. srpna 1968 zřekli sovětských vyznamenání na protest okupace Československa.

## Výstupy
- 1955: hlavní hřeben, Vysoké Tatry - zimní přechod
- 1955: Mont Blanc, Alpy
- 1958: Elbrus, Kavkaz
- jižní vrchol Ušby - prvovýstup severozápadní stěnou

### Expedice

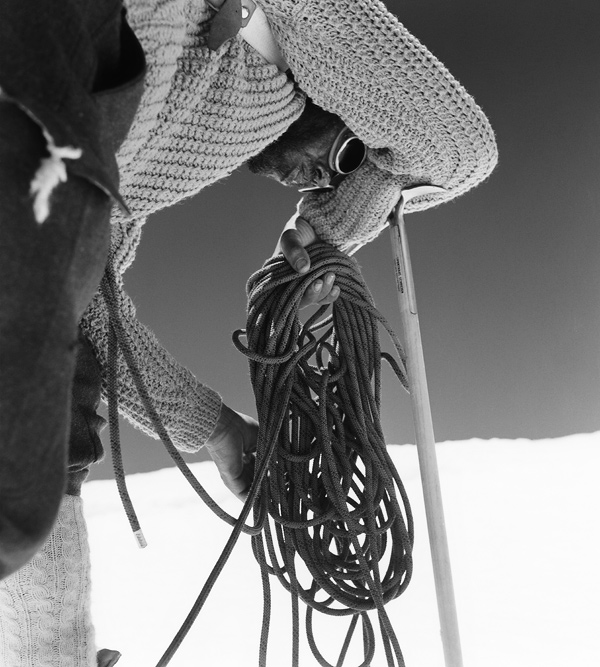
Jan Červinka (Tirič Mír, Pákistán, 1967), foto Vilém Heckel

- 1965: Váchán, Hindúkuš - podílel se na osmi prvovýstupech
- 1967: Tirič Mír (7 708 m n. m.) Pákistán, hlavní vrchol, - československý výškový rekord
- 1976: jižní vrchol Makalu (8 010 m n. m.) - filmování vrcholového družstva a zabezpečení sestupu, československý prvovýstup J pilířem na J vrchol, vůbec poprvé bylo jedenáct členů expedice na vrcholu osmitisícovky (na hlavním vrcholu Milan Kriššák a Karel Schubert), byla to druhá osmitisícovka československých horolezců (první Nanga Parbat r.1971).